# Amorolfină
Amorolfina este un antifungic derivat de morfolină, fiind utilizat în tratamentul onicomicozelor (infecții fungice ale unghiei). Calea de administrare disponibilă este topică, mai exact la nivelul unghiei.